# Шейла Лаво
Шейла Лаво (на английски: Shayla LaVeaux) е артистичен псевдоним на американската порнографска актриса Дейна Кейси (Dana Casey), родена на 27 декември 1969 г. в град Денвър, щата Колорадо, САЩ.

## Награди и номинации
Зали на славата
- 2002: AVN зала на славата.[3]
- 2008: XRCO зала на славата.[4]

Носителка на награди
- 1994: XRCO награда за звезда на годината.[5]
- 1994: AVN награда за най-добра нова звезда.[6]
- 1994: Adam Film World награда за най-добра нова звезда.